# Destornillador
Un destornillador (atornillador o desatornillador) es una herramienta que se utiliza para apretar/forzar y aflojar tornillos y otros elementos de máquinas que requieren poca fuerza de apriete. 

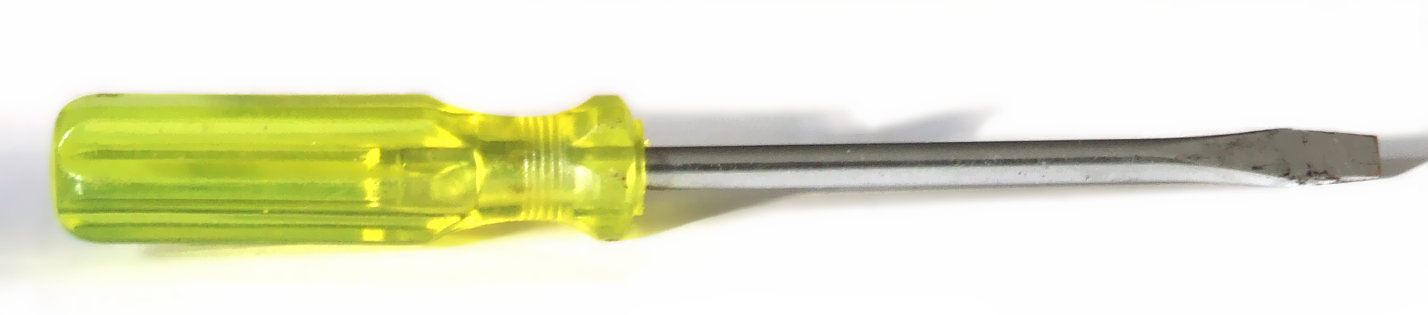
Destornillador básico.

## Nombres
En El Salvador, Honduras, Nicaragua, México y Guatemala también se conoce a esta herramienta como desarmador. También es válido el término desatornillador, aunque es un término menos frecuente y con más uso en el continente americano.

## Historia

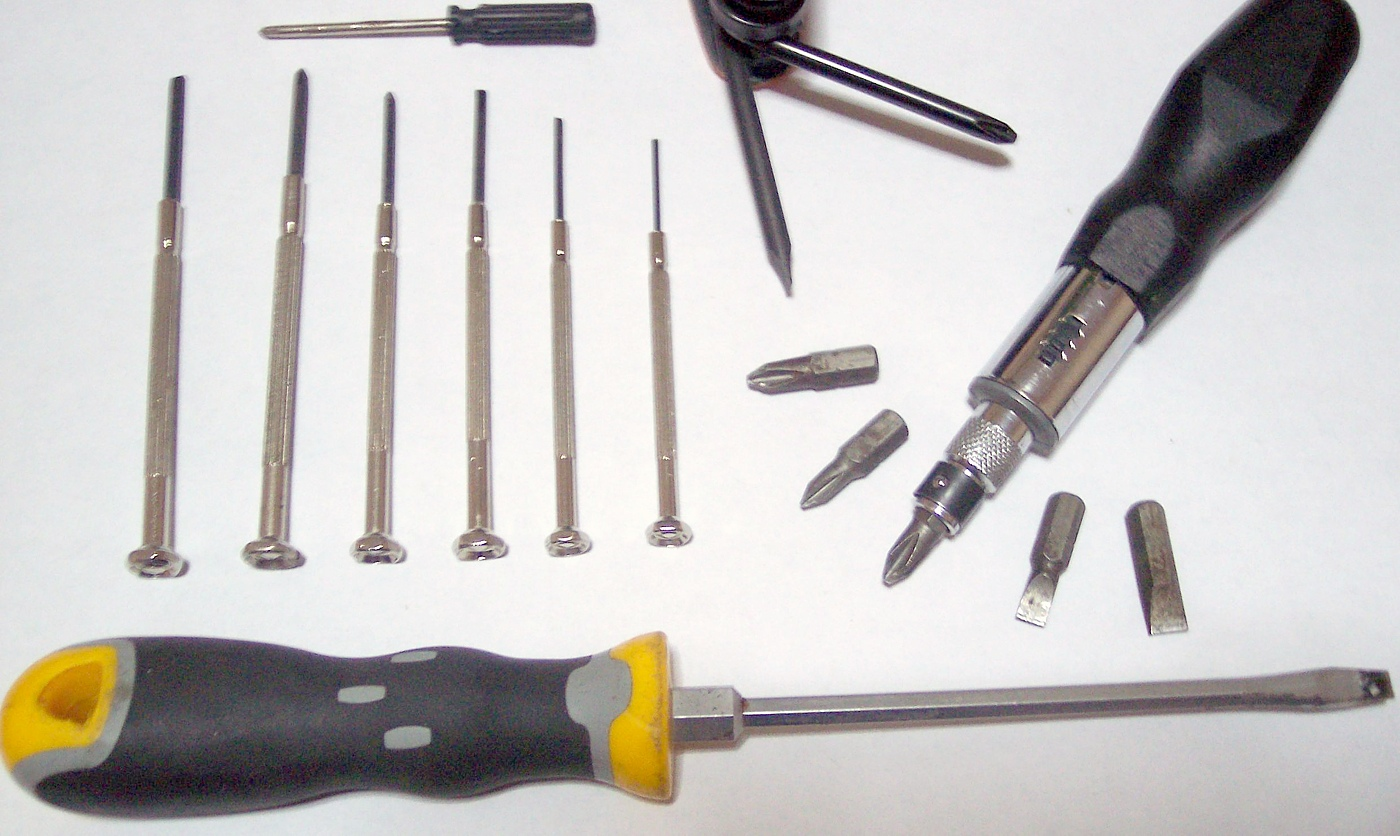
Diversos tipos de destornilladores.

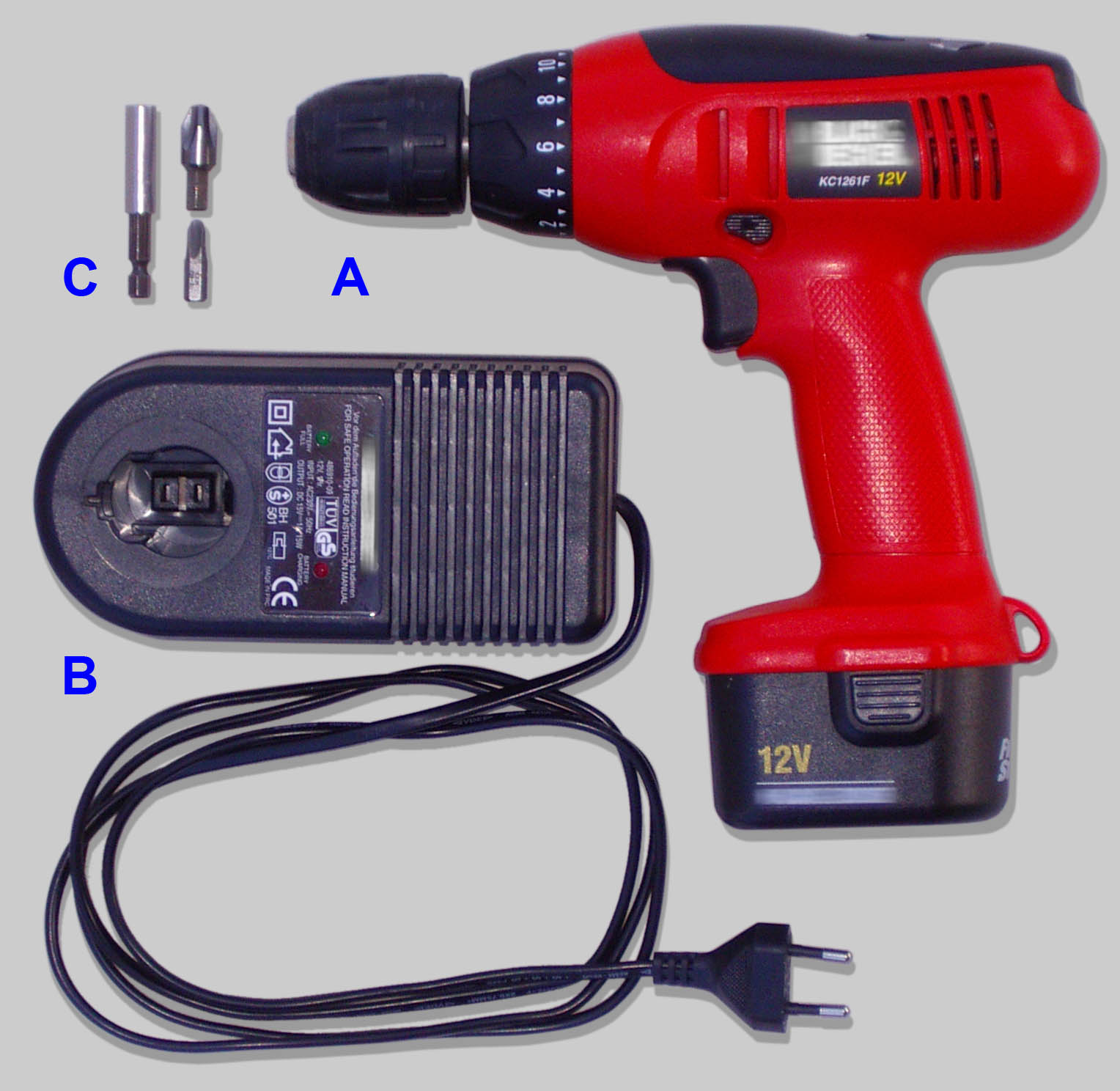
Destornillador eléctrico con batería.

Los destornilladores documentados más antiguos fueron utilizados en Europa, en la Edad Media tardía. Probablemente fueron inventados en el siglo XV, en Alemania o Francia. Los nombres originales de la herramienta en alemán y francés fueron schraubendreher y tournevis, respectivamente. La primera documentación conocida de la herramienta se encuentra en el Housebook of Wolfegg Castle, un manuscrito medieval escrito entre 1475 y 1490.
Destornillador de estrella
En 1933, Oregonian J.P. Thompson inventó un "tornillo empotrado cruciforme", pero no encontró promotores de su propuesta. Su invención languideció hasta que el ingeniero Henry Phillips, a quien le gustó la idea, compró los derechos de patente para el diseño de Thompson. Phillips reconoció las ventajas de la forma de cruz o estrella empotrada de la cabeza del tornillo: el destornillador encajaba en la cabeza de estos tornillos mejor que con un destornillador de cabeza plana y un tornillo ranurado; también permitía más fuerza de torsión con menos esfuerzo. También se le conoce como destornillador de estría, principalmente en Venezuela.
Destornillador eléctrico
El destornillador eléctrico está provisto de un motor, que puede estar en el interior del mango. La punta del destornillador suele ser intercambiable y llevar accesorios para emplearlo con tuercas. Estos destornilladores disminuyen el tiempo de trabajo y pueden prevenir lesiones en la muñeca.

## Componentes
Un destornillador consta normalmente de tres partes bien diferenciadas:
- Mango: Elemento por donde se sujeta es de un material aislante y de forma adecuada para transmitir fuerza de torsión, además de ergonómica para facilitar su uso y aumentar la comodidad.
- Vástago o caña: Barra de metal que une la punta al mango. Puede disponer de un alojamiento donde se colocan puntas intercambiables o tener la punta forjada y endurecida en la misma pieza. Frecuentemente son de acero para herramientas, con cromo, vanadio y a veces también molibdeno. Su diámetro y longitud varía en función del tipo de destornillador.
- Punta: es la parte que se introduce en el tornillo. Dependiendo del tipo de tornillo se usará un tipo diferente de cabeza, lo cual varía acorde a la necesidad. Hay innumerables tipos de cabezas de destornillador y todas con un mismo propósito. Algunos de los tipos de puntas más frecuentes son: plana o de pala, de estrella de cuatro puntas, de estrías o de cruz (Phillips y Pozzidriv) y de estrella de 6 puntas (Torx), además de las hexagonales huecas (llamados de copa) o macizas (llave Allen) o cuadradas.

## Mango

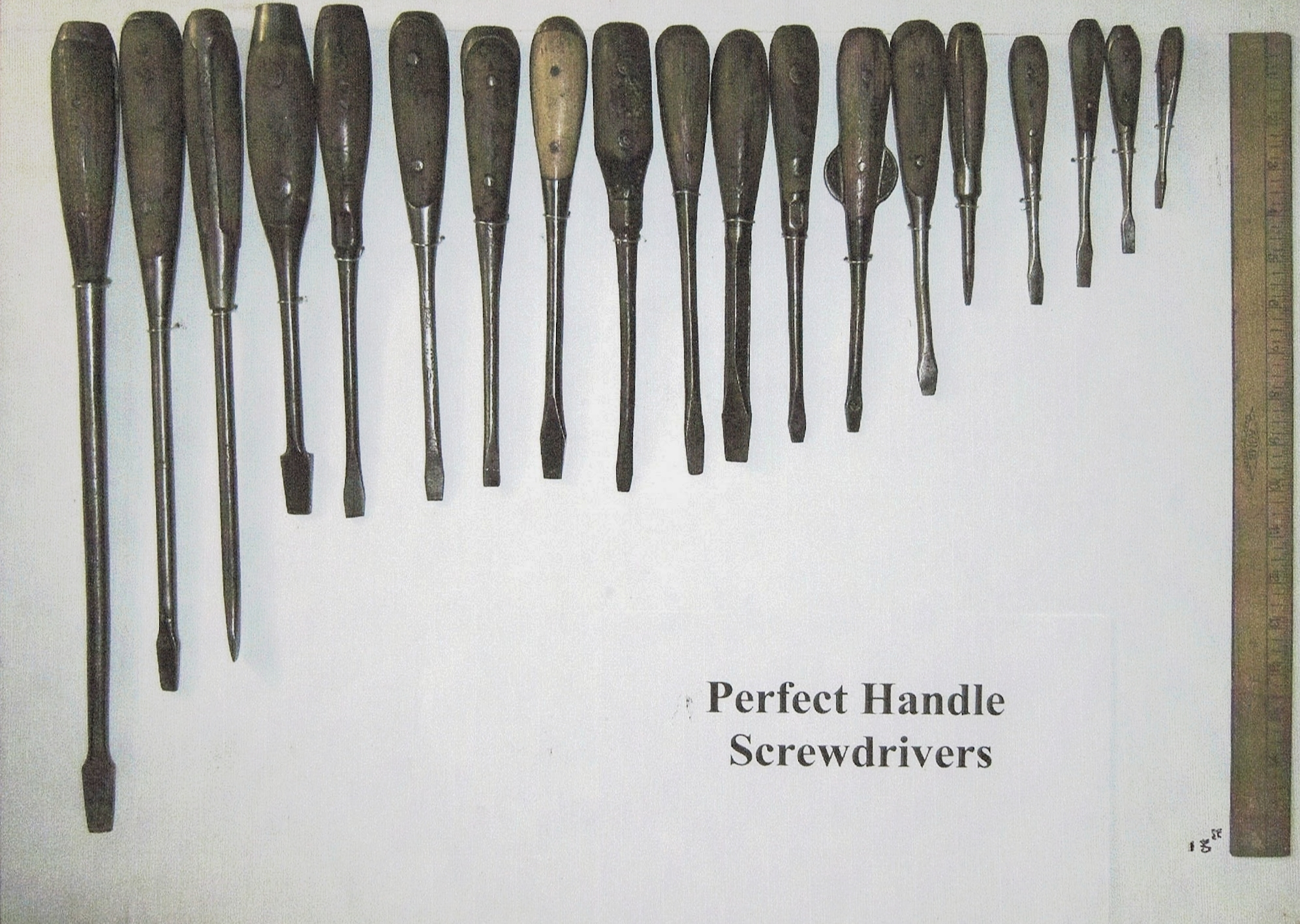
Destornilladores con los denominados "Mangos perfectos".

El mango y el eje de los destornilladores han cambiado considerablemente a lo largo del tiempo. En el diseño influyen tanto la finalidad como los requisitos de fabricación.  El destornillador "Mango perfecto" fue fabricado por primera vez por HD Smith & Company, que operó desde 1850 hasta 1900. Muchos fabricantes adoptaron este diseño de mango. En aquella época, predominaba el tipo de tornillo de "hoja plana", que era el elemento de fijación con el que estaban diseñados para su uso. Otro diseño popular estaba compuesto de acero forjado en gota con mangos de madera remachados.

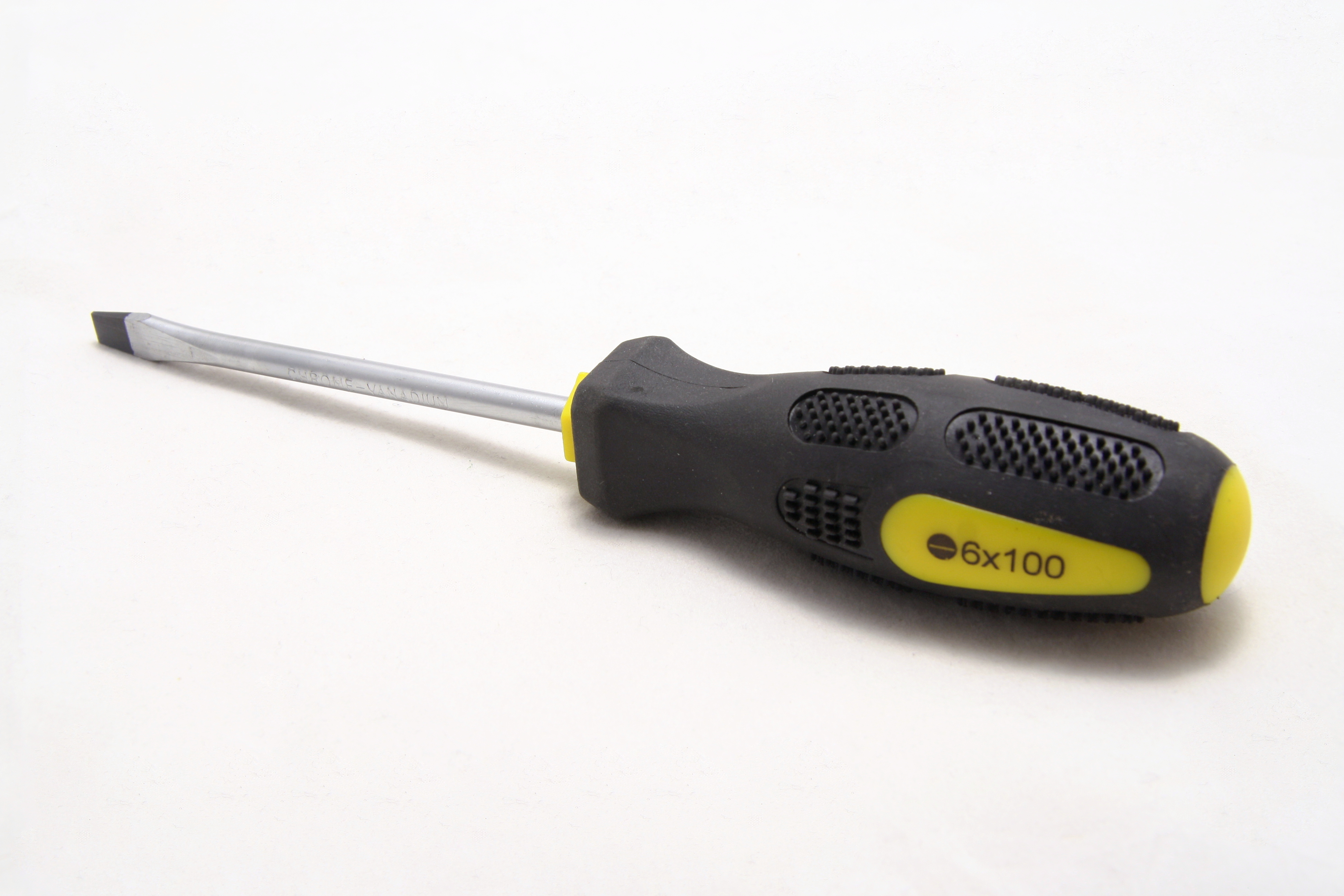
Destornillador con mango de goma.

La forma y el material de muchos mangos de destornilladores modernos están diseñados teniendo en cuenta factores ergonómicos de forma de encajar cómodamente en la mano del usuario para facilitar el máximo control y par de apriete. Los diseños incluyen hendiduras para los dedos del usuario y superficies de un material blando como el elastómero termoplástico para aumentar la comodidad y el agarre. También son comunes los mangos compuestos de plástico rígido y caucho. Muchos mangos de destornilladores no son lisos y a menudo no son redondos, sino que tienen planos u otras irregularidades para mejorar el agarre y evitar que la herramienta ruede cuando está sobre una superficie plana.
Algunos destornilladores tienen una sección hexagonal corta en la parte superior de la hoja, adyacente al mango, de modo que se puede utilizar una llave de estrella o una llave abierta para aumentar el par de apriete aplicado. Otra opción son los destornilladores "de gabinete", que están hechos de barra plana y, aunque el eje puede ser redondeado, tienen una gran sección plana adyacente al mango en la que se puede utilizar una llave (a menudo ajustable) para hacer palanca adicional. El destornillador desplazado tiene un mango colocado en ángulo recto con respecto a la hoja pequeña, lo que permite acceder a espacios estrechos y proporciona un par de apriete adicional.

## Tipos de puntas destornilladores

Tipos de ranura: (a) Parker o plano. (b) Phillips o estrella. (c) Pozidriv. (d) Torx. (e) Allen. (f) Robertson. (g) Tri-Wing. (h) Torq-Set. (i) Spanner.

Existen muchos tipos de destornilladores según el tipo de punta, o lo que es lo mismo, según el tornillo con el que se adaptan perfectamente para trabajar.
Las puntas de destornilladores más habituales son:
- Parker, plana o de pala.
- Phillips, estrella, de estría o cruz (Ph).
- Pozidriv (Pz).
- Hexagonales o allen.
- Robertson.
- Torx.
- De vaso o de copa.
- De vaso o dado: la punta de este destornillador es como el hexagonal pero invertido, el tornillo no cuenta con un orificio en su interior pero por su exterior tiene 6 puntos de contacto.
- Tri-Wing: este es como un triángulo pero hecho con rectas, tiene 3 puntos de contacto, y es común encontrarlo en electrónica.
- Pentalobe: su nombre proviene de la fusión de pentágono y pétalo, tiene 5 puntos de contacto redondeados. Es exclusivamente de la marca Apple es decir que solo se encuentra en sus productos.

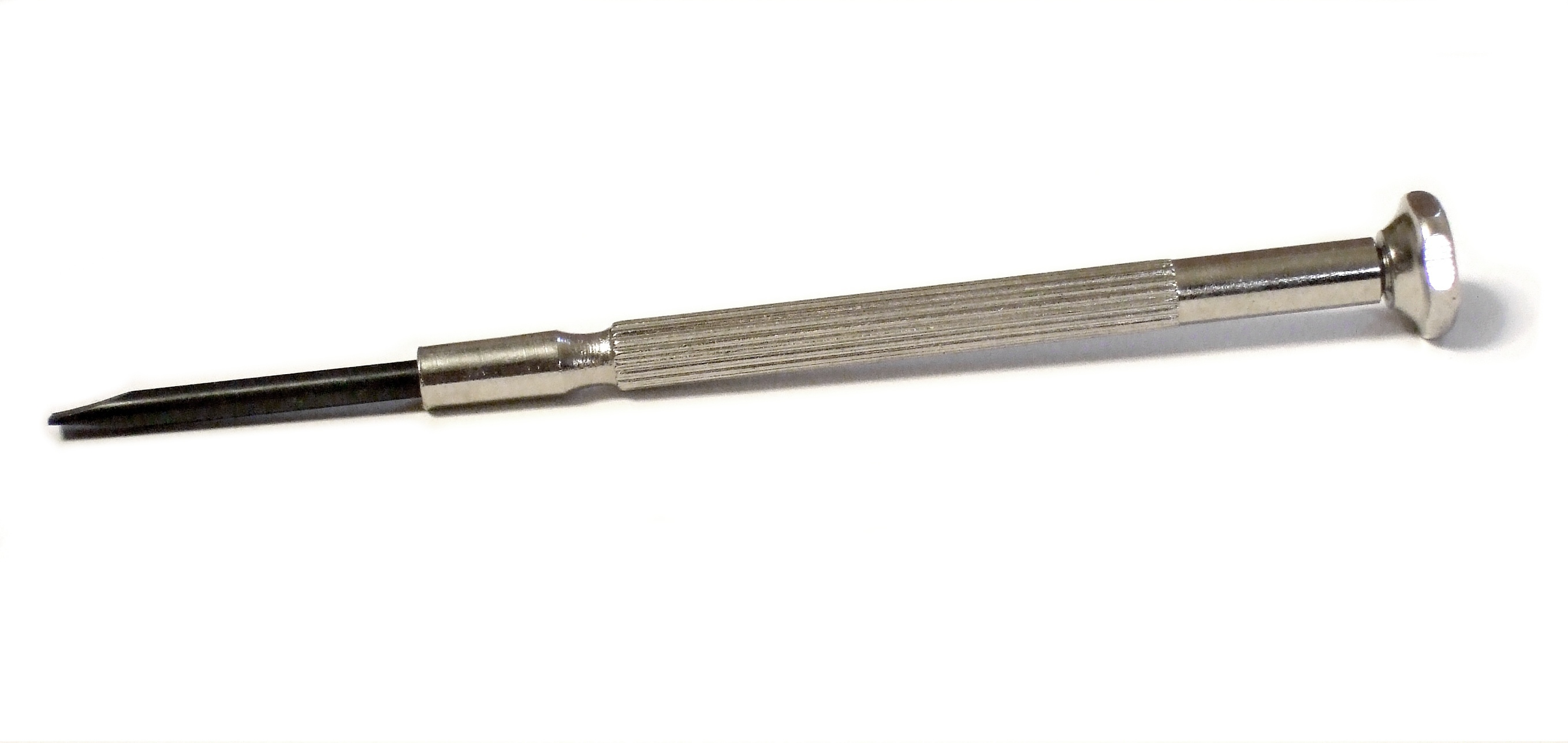
Un destornillador de joyero
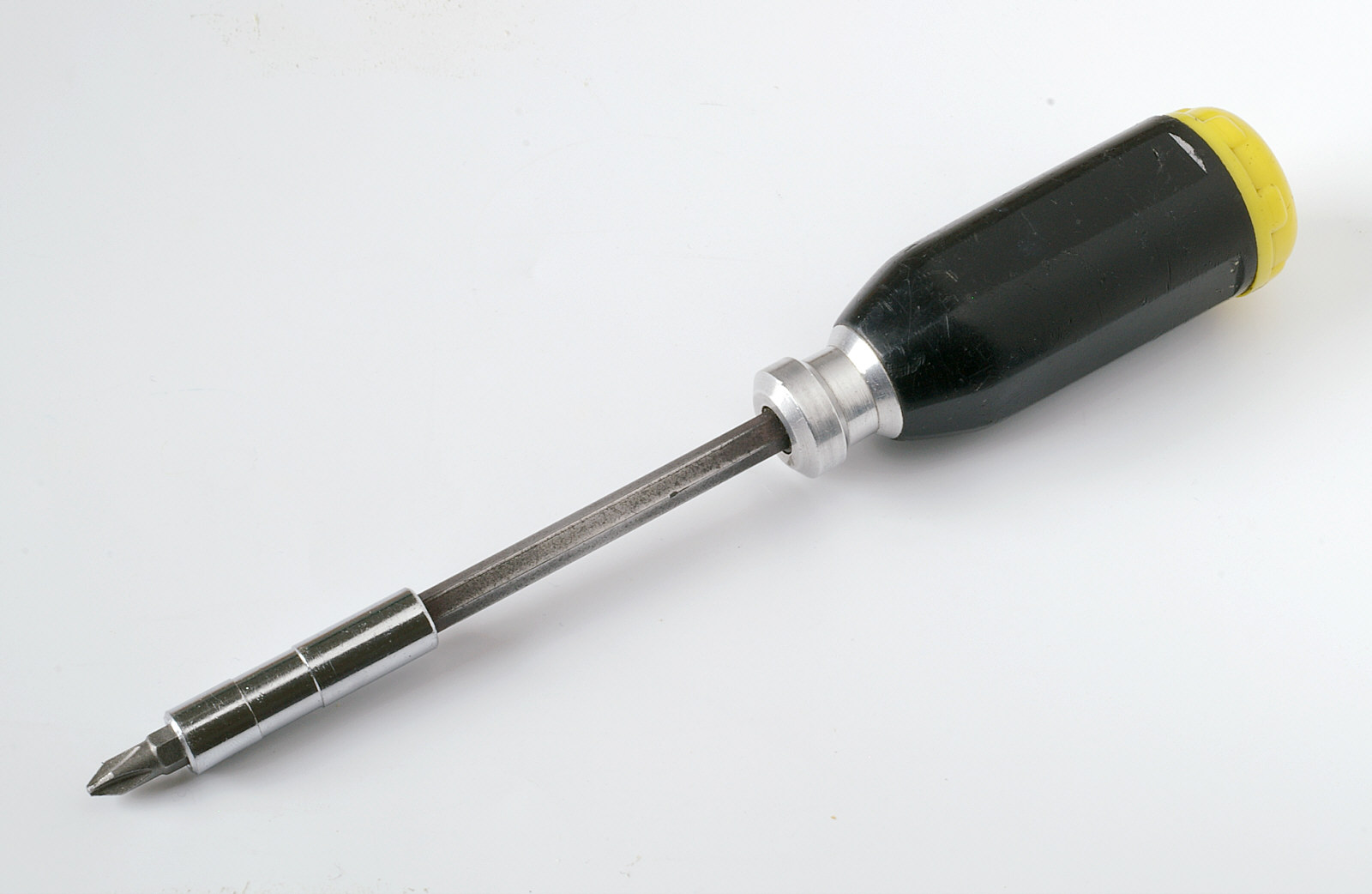
Destornillador con punta magnética

### Ranurado

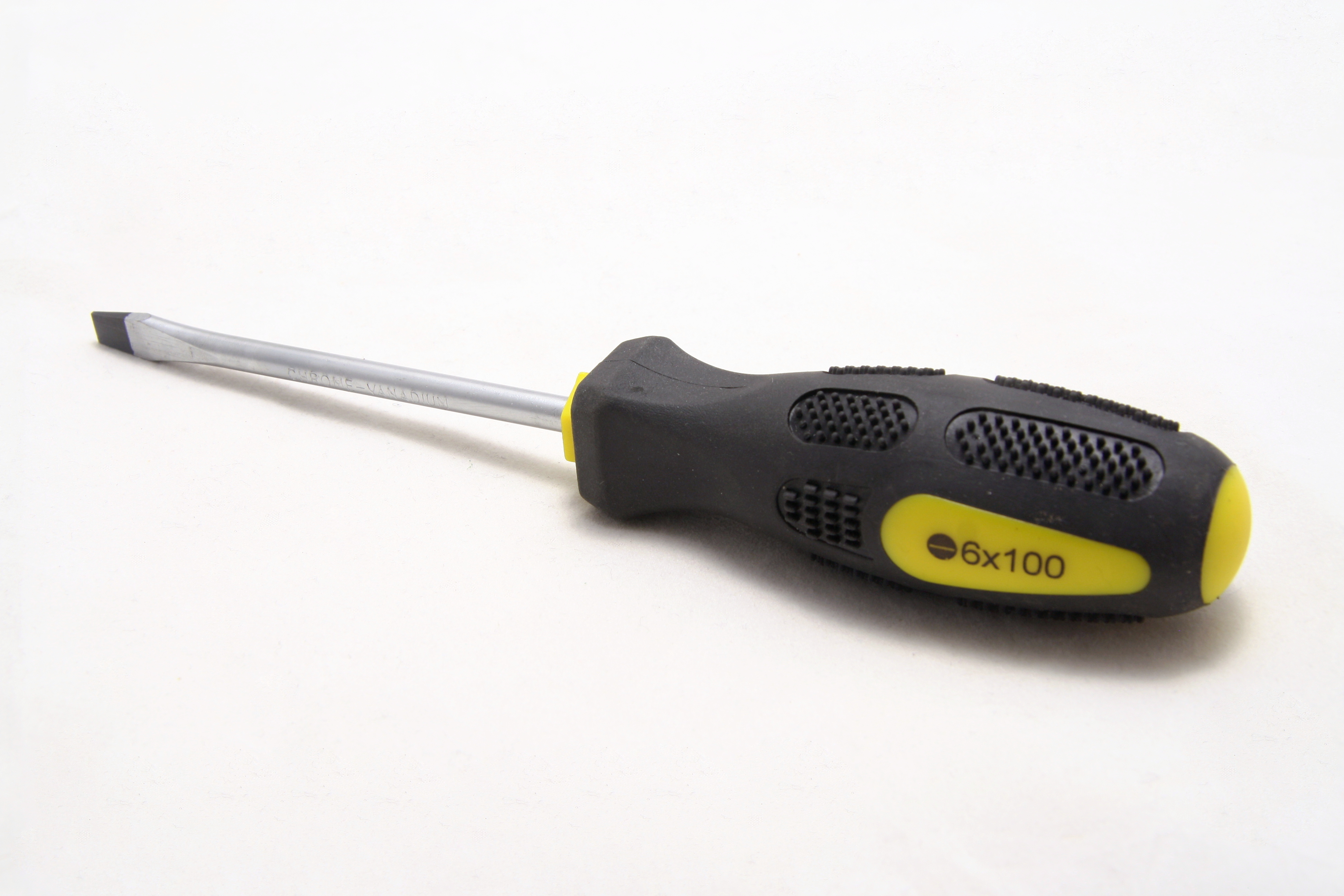
Destornillador con mango de goma

La herramienta utilizada para introducir un tornillo de cabeza ranurada se llama estándar, hoja común, hoja plana, cabeza de ranura, hoja recta, plano, punta plana, o "de cabeza plana". Este último uso puede resultar confuso, porque el término cabeza plana también describe un tornillo con la parte superior plana, diseñado para instalarse en un orificio avellanado. Además, el término implica que un destornillador tiene una "cabeza"; no es así. Un tornillo de cabeza plana de este tipo puede tener una cabeza ranurada, en cruz, cuadrada o combinada. Antes del desarrollo de los tipos de bits más nuevos, la hoja plana se llamaba "hoja común", porque era la más común. Dependiendo de la aplicación, el nombre de este destornillador puede diferir. Dentro de las industrias automotriz/eléctrica pesada, se conoce como "destornillador de cabeza plana"; dentro de las industrias de aviónica y minería, se conoce como "destornillador estándar". Aunque hay muchos nombres; el dispositivo original de 1908 se conocía como "tornillo de cabeza plana".
Entre los destornilladores ranurados, las variaciones en la hoja o en el extremo de la punta involucran el perfil de la hoja visto de frente (desde el lado de la herramienta). El tipo más común a veces se denomina keystone, donde el perfil de la hoja está ligeramente ensanchado antes de disminuir al final, lo que proporciona rigidez adicional en la superficie de trabajo y la hace capaz de soportar más torsión. Para maximizar el acceso en aplicaciones con espacio restringido, los lados de la hoja del destornillador de la variante de "gabinete" son rectos y paralelos, alcanzando el extremo de la hoja en ángulo recto. Este diseño también se usa con frecuencia en destornilladores de joyero.
Muchos libros de texto y escuelas vocacionales instruyen a los mecánicos a rectificar la punta de la hoja, lo que, debido a la forma cónica, aumenta su grosor y, en consecuencia, permite un enganche más preciso con la ranura del tornillo. Este enfoque crea un conjunto de destornilladores ranurados graduados que se ajustan a un tornillo en particular para lograr un ajuste más firme y reducir la deformación de la cabeza del tornillo. Sin embargo, muchas hojas de destornilladores de mejor calidad ya tienen templado por inducción (superficie tratada térmicamente), y el pulido de las puntas después de la fabricación compromete su durabilidad. Por lo tanto, es mejor seleccionar una punta hecha para ajustarse con precisión para empezar y evitar debilitar el tratamiento térmico de fábrica.

### Phillips
Los destornilladores Phillips vienen en varios tamaños estándar, que van desde los diminutos "de joyero" hasta los que se usan para ensamblar el marco de un automóvil, o del n.º 000 al n.º 4, respectivamente. Este número de tamaño generalmente se estampa en el vástago (eje) o en el mango para su identificación. Cada tamaño de broca se adapta a una variedad de tamaños de tornillos, más o menos bien. Cada tamaño de destornillador Phillips también tiene un diámetro de vástago relacionado. El controlador tiene una punta de 57° y flautas cónicas y sin filo (redondeadas). Las brocas n.º 1 y más pequeñas llegan a una punta roma, pero las n.º 2 y superiores no tienen punta, sino una punta casi cuadrada, lo que hace que cada tamaño sea incompatible con el otro.
El diseño a menudo es criticado por su tendencia a salir a niveles de torsión más bajos que otros diseños de "cabeza cruzada", un efecto causado por el perfil cónico de las flautas que las hace más fáciles de insertar en el tornillo que otros estilos similares. Durante mucho tiempo ha existido la creencia popular de que esto fue en realidad una característica "deliberada" del diseño. Faltan pruebas para esta narrativa específica y la característica no se menciona en las patentes originales. Sin embargo, un refinamiento posterior del diseño original descrito en la patente de EE. UU. n.º 2.474.994 describe esta función.

### Robertson

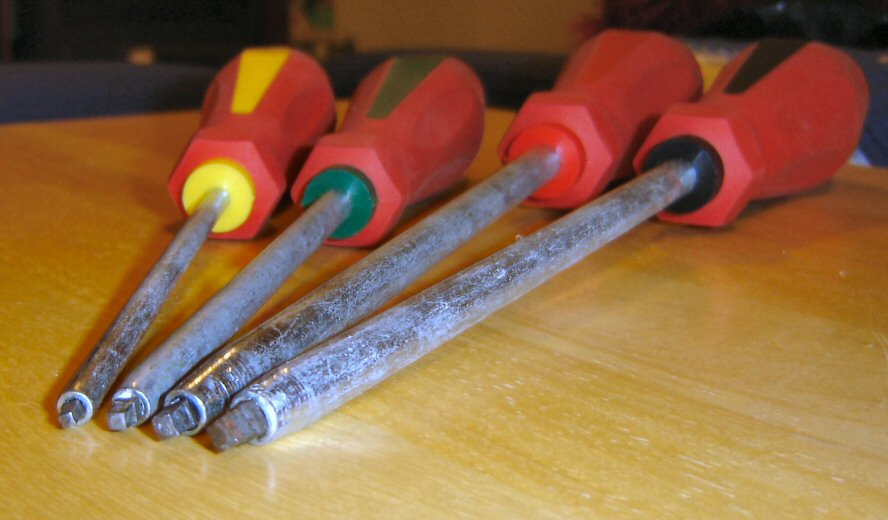
Una variedad de tamaños de Robertson

El destornillador Robertson, también conocido como cuadrado, o Scrulox tiene un casquillo en forma de cuadrado en la cabeza del tornillo y una protuberancia cuadrada en la herramienta. Tanto la herramienta como el casquillo tienen una forma cónica, lo que facilita la inserción de la herramienta y también tiende a ayudar a mantener el tornillo en la punta de la herramienta sin que el usuario necesite sujetarlo allí. (La primera razón de ser del cono fue hacer que la fabricación de los tornillos fuera práctica utilizando formado en frío de las cabezas, pero sus otras ventajas ayudaron a popularizar la unidad). Los tornillos Robertson son comunes en Canadá, aunque se han utilizado en otros lugares, y se han vuelto mucho más comunes en otros países en las últimas décadas. Los destornilladores Robertson son fáciles de usar con una sola mano, porque el casquillo cónico tiende a retener el tornillo, incluso si se sacude. También permiten el uso de destornilladores en ángulo y tornillos de cabeza recortada. Los tornillos Robertson de cabeza hueca son autocentrantes, reducen la leva, detienen una herramienta eléctrica cuando se ajustan y se pueden quitar si están pintados o viejos y oxidados. En la industria, aceleran la producción y reducen el daño del producto. Uno de sus primeros usos industriales importantes fue la producción del Modelo A y el Modelo T de Ford Motor Company. Henry Ford los encontró altamente confiables y ahorró un tiempo de producción considerable, pero no pudo obtener una licencia para ellos en los Estados Unidos, por lo que limitó su uso únicamente a su división canadiense. Los destornilladores de cabeza Robertson están disponibles en una gama estándar de tamaños de punta, desde 1,77 mm hasta 4,85 mm.

### Reed y Prince

Comparación de cabezas de tornillo Phillips y Frearson

Reed y Prince, también llamado Frearson es otra configuración histórica de tornillos de cabeza cruzada. La cruz en la cabeza del tornillo es más afilada y menos redondeada que una Phillips, y la broca tiene aletas de 45° y un extremo más afilado y puntiagudo. Además, la ranura del tornillo Phillips no es tan profunda como la ranura Reed y Prince. En teoría, los tornillos R&P de diferentes tamaños se ajustan a cualquier tamaño de broca R&P.

### Pozidriv

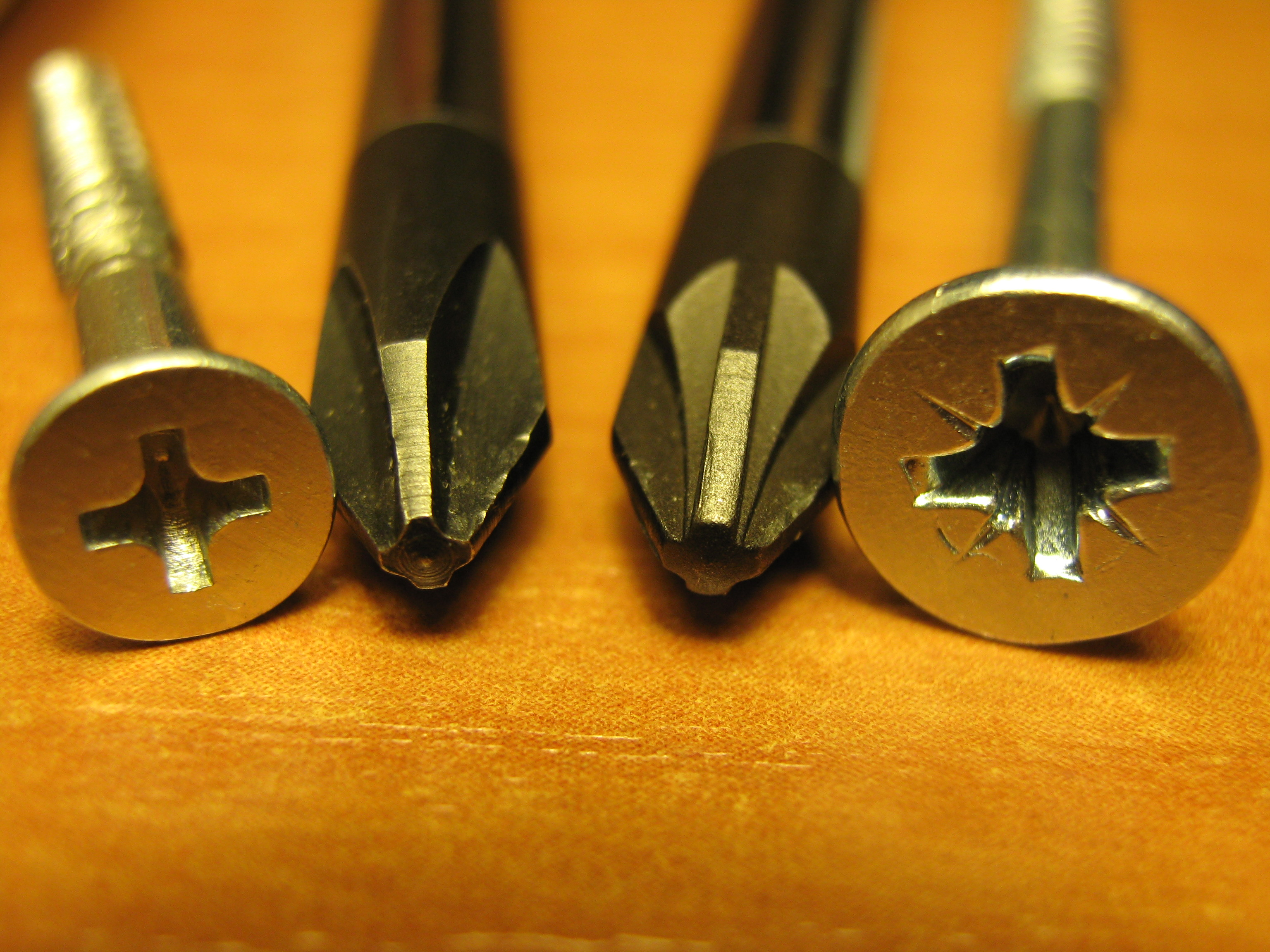
Phillips y Pozidriv comparados

Pozidriv y el Supadriv relacionados se utilizan ampliamente en Europa y la mayor parte del Lejano Oriente.  Si bien los tornillos Pozidriv tienen cabezas cruzadas como Phillips y, a veces, se piensa que son iguales, el diseño Pozidriv permite una aplicación de torsión más alta que Phillips. A menudo se afirma que pueden aplicar más torsión que cualquiera de los otros sistemas de destornilladores de estrella de uso común, debido a una configuración compleja de acanalado (acoplamiento).

### Japanese Industrial Standard (JIS)
Los destornilladores de estrella de la norma industrial japonesa (Japanese Industrial Standard o JIS, por sus siglas en inglés) siguen siendo otro estándar, a menudo llamado incorrectamente "Phillips japonés". Las cabezas de tornillos compatibles generalmente se identifican por un solo punto hundido o una "X" a un lado de la ranura transversal. Este es un estándar de tornillo en todo el mercado de Asia y las importaciones japonesas. El conductor tiene una punta de 57° con una punta plana.

### Otros tipos

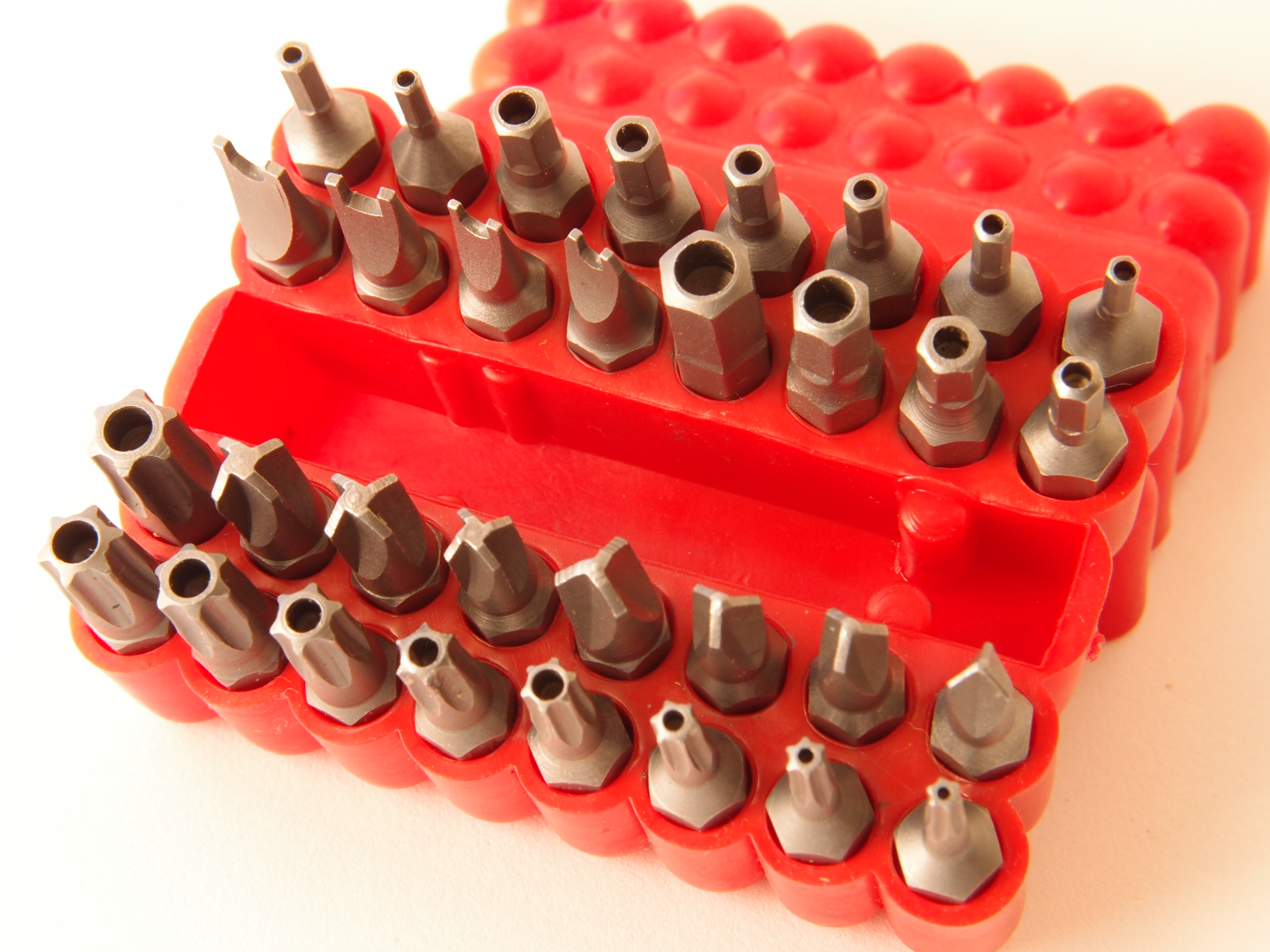
Un conjunto de puntas de destornillador "seguras" o menos comunes, incluidas las variantes Torx seguras y hexagonales seguras o "Allen"

Muchos aparatos eléctricos modernos, si contienen tornillos, usan tornillos con cabezas que no son los típicos estilos ranurados o Phillips. Torx es uno de esos patrones que se ha generalizado. Es una punta estriada con un rebaje correspondiente en la cabeza del tornillo. La causa principal de esta tendencia es la eficiencia de fabricación: las puntas de los destornilladores Torx no se deslizan fuera del sujetador tan fácilmente como lo haría un destornillador Phillips o ranurado. (Los tornillos ranurados rara vez se usan en dispositivos fabricados en masa, ya que el destornillador no está centrado inherentemente en el sujetador).
Los sujetadores atípicos son comunes en los dispositivos de consumo por su capacidad para dificultar el desmontaje, lo que se considera un beneficio para los fabricantes, pero los usuarios lo consideran una desventaja que si se usaran tipos de cabezales más comunes. En los hornos de microondas, estos tornillos impiden el acceso casual a los componentes eléctricos de kilovoltios de alta potencia, que son muy peligrosos.
Sin embargo, Torx y otros controladores están ampliamente disponibles para el consumidor debido a su creciente uso en la industria. Algunos otros estilos se ajustan a un hueco de estrella de tres puntas y una ranura de cinco lóbulos con bordes redondeados en lugar de los bordes cuadrados del Torx. Esto se llama Pentalobe.
También se utilizan patrones especializados de tornillos de seguridad, como el estilo Line Head (LH) de OSG System Products, Japón, como se usa en muchas consolas Nintendo, aunque los controladores para los cabezales de seguridad más comunes son, de nuevo, fácilmente disponibles. Otro tipo de cabeza de seguridad tiene superficies curvas suaves en lugar de los bordes de las ranuras que permitirían aflojar el tornillo; se encuentra en las mamparas de privacidad de los baños públicos y no se puede quitar con destornilladores convencionales.

## Destornilladores especiales

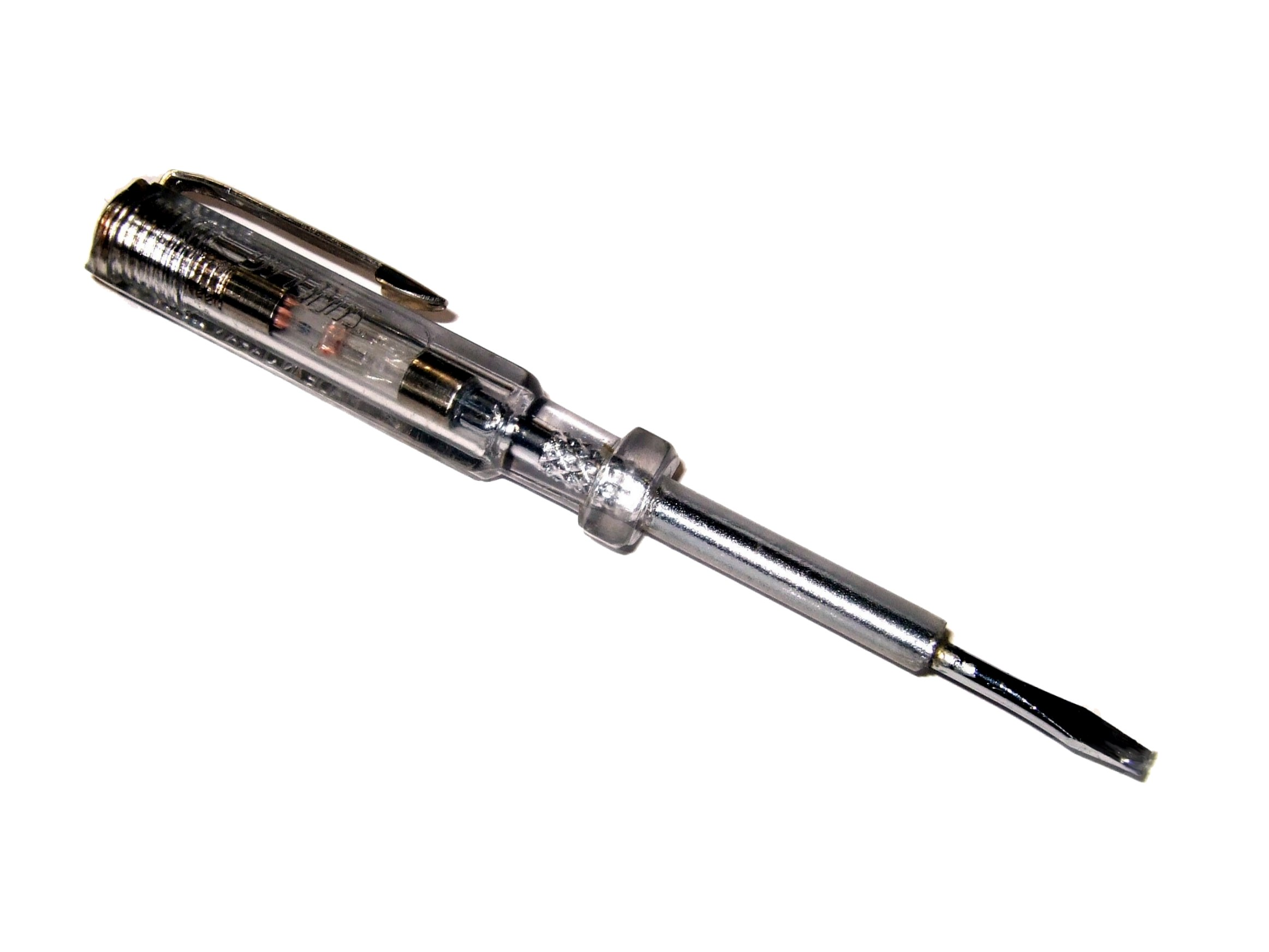
Destornillador buscapolos.

Los destornilladores de precisión son de reducido tamaño y tienen en el extremo del mango un plano giratorio para facilitar su manejo con una sola mano. Son empleados en actividades tales como la relojería u otras que requieren trabajar con tornillos pequeños tales como gafas o teléfonos móviles.
Un buscapolos es un destornillador con una lámpara de alta reactancia integrada en su mango para comprobar que un conductor está conectado a una fase de la red de corriente alterna.

## Variaciones

### Destornilladores dinamométricos
Los destornilladores están disponibles (manuales, eléctricos y neumáticos) con un embrague que se desliza a un par preestablecido. Esto ayuda al usuario a apretar los tornillos a un par especificado sin dañarlos ni apretarlos demasiado. Los taladros inalámbricos diseñados para usarse como destornilladores a menudo tienen un embrague de este tipo.

### Destornilladores motorizados
Las brocas intercambiables permiten el uso de destornilladores motorizados, comúnmente usando un motor eléctrico o neumático para girar la broca. Los taladros inalámbricos con control de velocidad y torsión se usan comúnmente como destornilladores eléctricos.

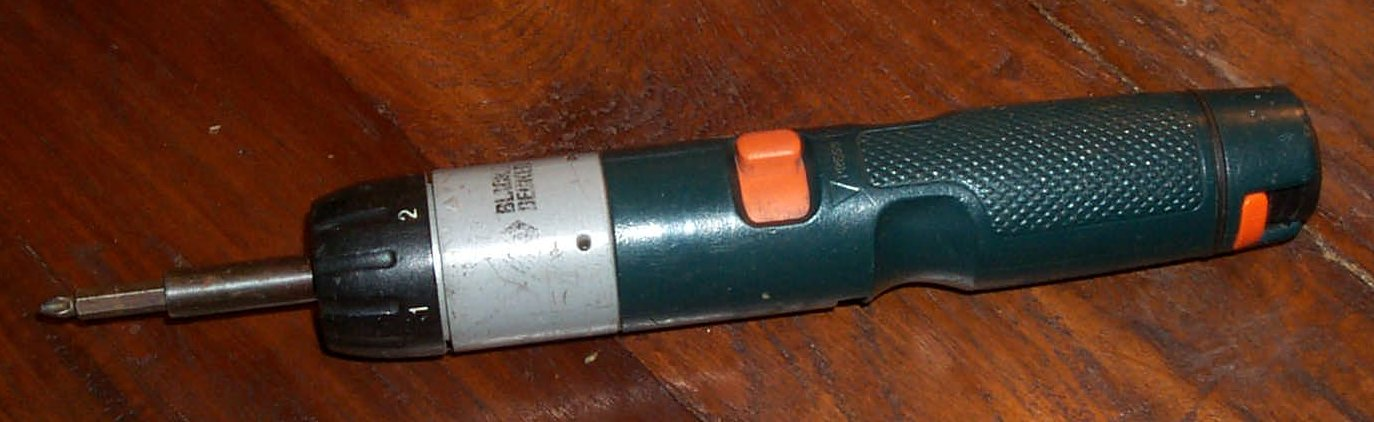
Un destornillador eléctrico alimentado por batería recargable
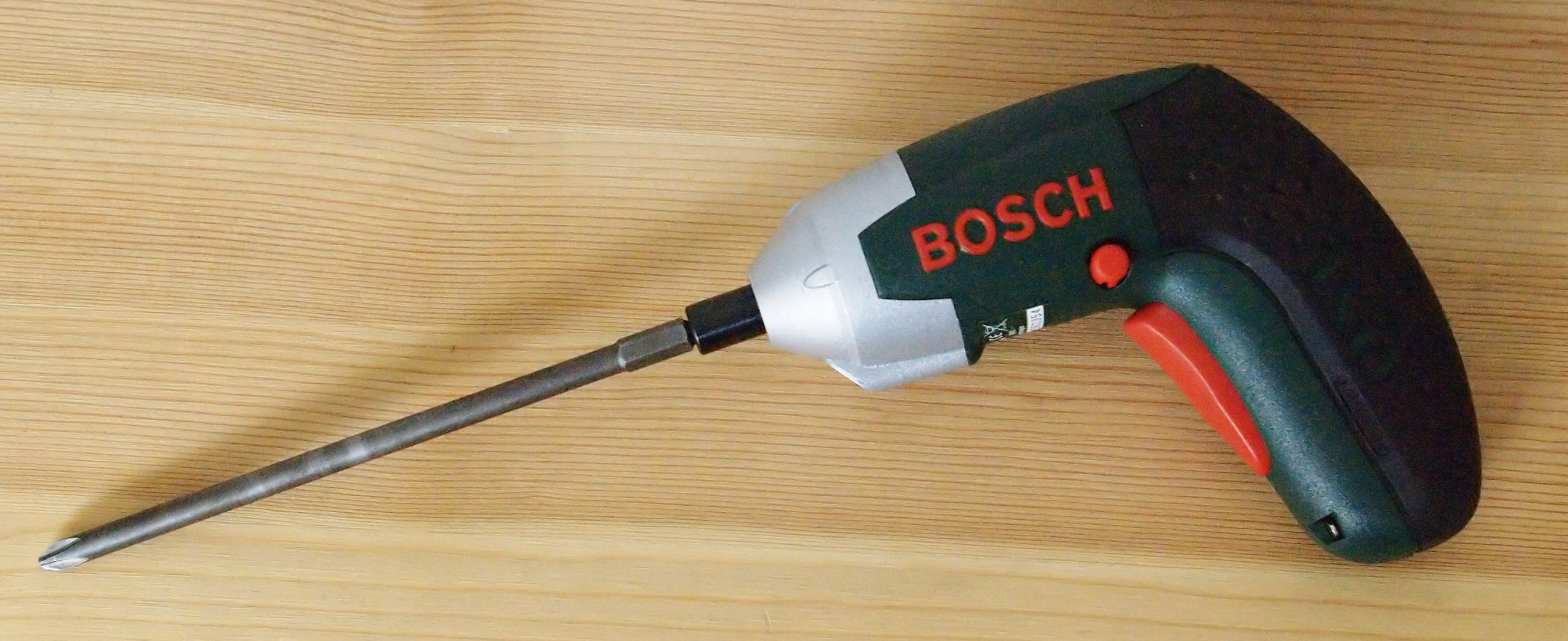
Destornillador eléctrico compacto con punta extendida
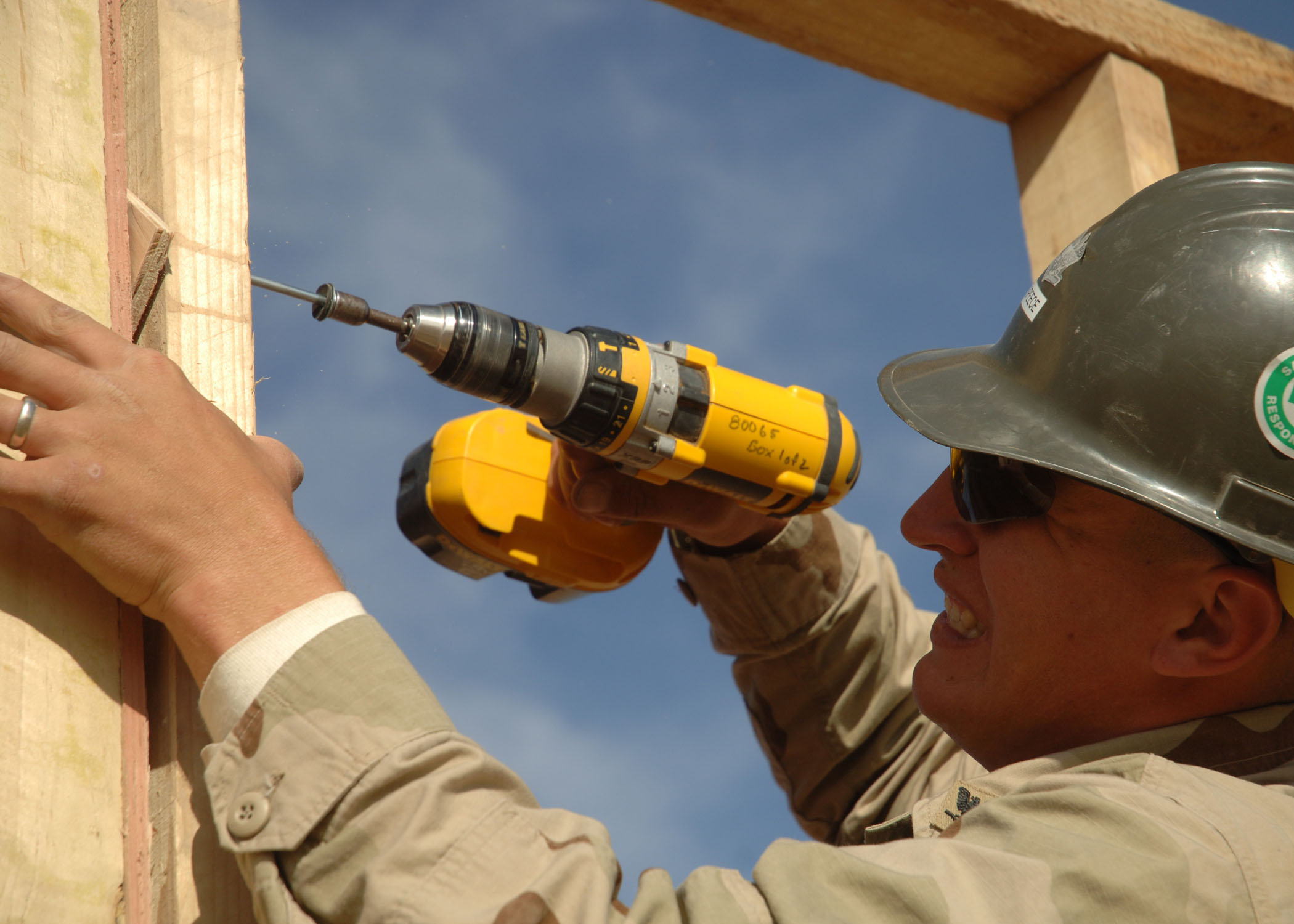
Taladro inalámbrico utilizado para atornillar sujetadores

### Destornilladores de carraca

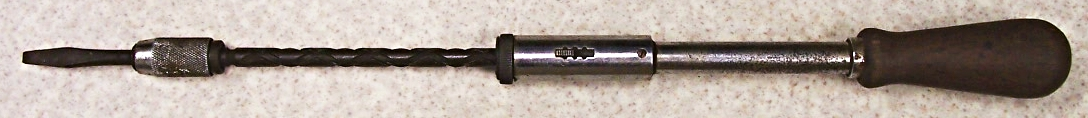
Stanley Yankee No 130A, destornillador espiral o de trinquete

Algunos destornilladores manuales tienen una acción de trinquete mediante la cual la hoja del destornillador se bloquea en el mango para girar en el sentido de las agujas del reloj, pero se desacopla para girar en el sentido contrario a las agujas del reloj cuando se ajusta para apretar tornillos, y viceversa para aflojar.
Los destornilladores de trinquete en espiral, a menudo llamados coloquialmente "destornillador Yankee" (una marca), proporcionan un mecanismo especial que transforma el movimiento lineal en movimiento de rotación. Originalmente, el nombre "Yankee" se usaba en todas las herramientas vendidas por North Brothers Manufacturing Company pero más tarde, después de que Stanley comprara la empresa, se convirtió en sinónimo solo con este tipo de destornillador. El usuario empuja el mango hacia la pieza de trabajo, lo que hace que un trinquete en una ranura espiral haga girar el vástago y la broca extraíble. El trinquete se puede configurar para que gire hacia la izquierda o hacia la derecha con cada presión, o se puede bloquear para que la herramienta se pueda usar como un destornillador convencional. Una desventaja de este diseño es que si la broca se sale del tornillo, la extensión repentina resultante del resorte puede hacer que la broca raye o dañe la pieza de trabajo.
Una vez muy populares, las versiones de estos destornilladores de trinquete en espiral que utilizan brocas patentadas han sido descontinuadas en gran medida por fabricantes como Stanley. Algunas empresas ahora ofrecen una versión modernizada que utiliza brocas para herramientas eléctricas de vástago hexagonal estándar de 1⁄4 de pulgada. Dado que hay una amplia variedad de brocas disponibles en este formato, la herramienta puede cumplir una doble función como "taladro de empuje" o taladro persa.